# 無根無據Rumor
《無根無據Rumor》是臺灣女子偶像團體AKB48 Team TP的第6張單曲，由喜歡音樂製作，好言娛樂有限公司發行。同名標題曲由藤井麻由擔任Center（中心成員）。

## 背景
《無根無據Rumor》是AKB48 Team TP在2022年發行的第六張實體單曲，於2022年5月18日公佈主打歌曲目與選拔成員。並於2022年8月15日在Hit FM進行首播。
本次主打歌曲《無根無據Rumor》翻唱自AKB48 的第58張單曲《一切都成Rumor》（根も葉もRumor）。單曲選拔成員首次為18人編制，與AKB48版本相同。也是首次由日籍成員擔任A面曲Center。於2022年9月13日发布完整版MV。

## 單曲版本
《無根無據RUMOR》共有三種版本，Type-A及Type-B兩版本僅有封面及內含生寫真上的差異，A、B兩盤18位選拔成員各3款（共54款）；限定盤則以夢之河和無根無據RUMOR做為雙主打，內含陳詩雅4款及其他11位成員生寫真（共15款），三版本均含CD及一張DVD，並包含於2023年3月11、12日舉辦之「無根無據RUMOR發行紀念」握手券乙張。

## 封面寫真
| Type-A | 李采潔、蔡亞恩、董子瑄、李佳俐、劉語晴、邱品涵、羅瑞婷、林易沄、蔡伊柔   |
| Type-B | 林倢、冼迪琦、鄭佳郁、林于馨、藤井麻由、劉曉晴、周家安、小山美玲、周佳郁 |
| 限定盤 | 陳詩雅                                                                   |

## 收錄曲目
| CD       | CD                                  | CD                | CD                  | CD                | CD    |
| 曲序     | 曲目                                | 作曲              | 编曲                | 原曲              | 时长  |
| -------- | ----------------------------------- | ----------------- | ------------------- | ----------------- | ----- |
| 1.       | 《無根無據Rumor》                   | 浦島健太、H.Shing | 今井大介、大野裕一  | 《一切都成Rumor》 | 4:16  |
| 2.       | 《因為喜歡你》                      | 織田哲郎          | 野中MASA雄一        | 《因為喜歡你》    | 4:06  |
| 3.       | 《夢之河》                          | 杉山勝彥          | 杉山勝彦、 有木竜郎 | 《夢之河》        | 4:33  |
| 4.       | 《無根無據Rumor》（off vocal ver.） |                   |                     |                   | 4:18  |
| 5.       | 《因為喜歡你》（off vocal ver.）    |                   |                     |                   | 4:06  |
| 6.       | 《夢之河》（off vocal ver.）        |                   |                     |                   | 4:34  |
| 总时长： | 总时长：                            | 总时长：          | 总时长：            | 总时长：          | 25:53 |

## 選拔成員
成员的所属为单曲发行日的情况。

### 無根無據Rumor
（中心成員：藤井麻由）
- Unit Daisy正式生：冼迪琦、蔡亞恩
- Unit Bellflower正式生：劉語晴、藤井麻由、邱品涵、林倢、李佳俐
- Unit Sakura正式生：周佳郁、劉曉晴、林易沄、林于馨
- Unit Daisy研究生：董子瑄、李采潔
- Unit Bellflower研究生：蔡伊柔、羅瑞婷、周家安
- Unit Sakura研究生：小山美玲、鄭佳郁

藤井麻由首次擔任Center。董子瑄、李采潔、小山美玲和周家安首次參與選拔。蔡伊柔自《看見夕陽了嗎？》相隔三作；林倢、羅瑞婷、周佳郁、鄭佳郁自《嗚吼嗚吼吼》相隔兩作回歸。上張單曲的選拔成員之中，除了宣布畢業的陳詩雅外，林佳霓、林亭莉、潘姿怡、柏靈、王逸嘉、張羽翎均未進入本次選拔名單。
MV拍攝地點為臺北市士林區兒童新樂園、國立臺灣科學教育館、北投士林科技園區。

### 因為喜歡你
（中心成員：陳詩雅）
- Unit Daisy正式生：潘姿怡、冼迪琦、柏靈、蔡亞恩、李孟純、國興瑀
- Unit Daisy研究生：林潔心、董子瑄、李采潔、宮田留佳、吳婉淩、林佳霓
- 畢業生：陳詩雅

此曲翻唱自AKB48第14張單曲《RIVER》中的收錄曲《因為喜歡你》，並由Unit Daisy演唱。2022年7月11日，在POP Radio音源首播。
MV拍攝地點為大安森林公園和淡水莊園。

### 夢之河
陳詩雅畢業曲
（中心成員：陳詩雅）
- Unit Daisy正式生：潘姿怡、冼迪琦、蔡亞恩、國興瑀
- Unit Bellflower正式生：劉語晴、邱品涵、林倢、李佳俐
- Unit Sakura正式生：劉曉晴、林于馨、張羽翎
- 畢業生：陳詩雅

此曲翻唱自AKB48第27張單曲《格子花紋》中的收錄曲《夢之河》。2022年7月25日，在好事联播网音源首播。
MV拍攝地點為交通部觀光局日月潭國家風景區向山行政暨遊客中心。

## 外部連結
- 官方頻道影片（繁體中文）
  - YouTube上的主打曲《無根無據Rumor》完整版MV
  - YouTube上的C/W曲《因為喜歡你》完整版MV
  - YouTube上的C/W曲《夢之河》完整版MV